# Réacteur CAP1400
Le réacteur CAP1400 (pour Chinese AP1400) aussi appelé Guohe One, est un modèle de réacteur nucléaire à eau pressurisée (REP) chinois de troisième génération, et d'une puissance électrique nette de 1 400 MWe. Il s'agit d'une version de plus forte puissance du réacteur chinois CAP1000, qui est lui même une version sinisée du réacteur AP1000 américain développé par Westinghouse.
Depuis octobre 2024, un CAP1400 est en pré-exploitation à la centrale nucléaire chinoise de Shidaowan, et un autre est en cours de construction dans cette même centrale. D'autres CAP1400 sont en projets, tous en Chine.

## Historique
En 2008 et 2009, Westinghouse conclu des accords pour travailler avec la société d'État Nuclear Power Technology Corporation (SNPTC) et d'autres instituts, afin de concevoir à partir de l'AP1000 un réacteur plus puissant, d'environ 1 400 MWe de capacité, suivie éventuellement d'un modèle encore plus puissant de 1 700 MWe. La Chine possédera les droits de propriété intellectuelle pour ces designs plus grands, qui pourraient aussi être exportés ailleurs avec la coopération de Westinghouse.
En décembre 2009, une coentreprise chinoise est créée pour construire un réacteur CAP1400 sur le site de la centrale nucléaire chinoise de Shidaowan, et dont la construction pourrait commencer en 2013, pour un début d'exploitation envisagée dès 2017. Les analystes estiment cependant que la construction du premier réacteur CAP1400 est repoussée au plus tôt à 2015 ou 2016.
L'unité no 1 de la centrale nucléaire chinoise de Shidaowan, dont le chantier à commencé en juin 2019 devient le premier Guohe One connecté au réseau électrique le 31 octobre 2024.

## Réacteur CAP1400 dans le monde
Les caractéristiques des réacteurs sont données dans les tableaux ci-après ; les données sont principalement issues de la base de données PRIS (Power Reactor Information System) de l’Agence international de l'énergie atomique (AIEA) qui définit ainsi les termes :
- la puissance nette correspond à la puissance électrique délivrée sur le réseau et sert d'indicateur en termes de puissance installée ;
- la puissance brute correspond à la puissance délivrée par l'alternateur (soit la puissance nette augmentée de la consommation interne de la centrale) ;
- la puissance thermique correspond, à la puissance délivrée par la chaudière nucléaire.

Le début de construction correspond à la date de coulage des fondations du bâtiment réacteur. Une tranche (nom utilisé pour un réacteur complet) est considérée comme opérationnelle après son premier couplage au réseau électrique. La mise en service commerciale est le transfert contractuel de l’installation du constructeur vers le propriétaire ; intervenant en principe après réalisation des tests réglementaires et contractuels, et après fonctionnement continu à 100 % pendant une durée définie au contrat de construction.
| Pays  | Centrale  | Unité | Statut           | Puissance   | Puissance   | Puissance        | Constructeur | Début de construction | Raccordement au réseau | Mise en service commercial |
| Pays  | Centrale  | Unité | Statut           | Nette [MWe] | Brute [MWe] | Thermique [MWth] | Constructeur | Début de construction | Raccordement au réseau | Mise en service commercial |
| ----- | --------- | ----- | ---------------- | ----------- | ----------- | ---------------- | ------------ | --------------------- | ---------------------- | -------------------------- |
| Chine | Shidaowan | 1     | Pré-exploitation | 1 400       | 1 500       | 4 040            | CHG          | 19 juin 2019          | 31 octobre 2024        |                            |
| Chine | Shidaowan | 2     | En construction  | 1 400       | 1 500       | 4 040            | CHG          | 21 avril 2020         | 2025                   |                            |